# Курминское
Курми́нское (каз. Кұрма) — село в Абайском районе Карагандинской области Казахстана. Административный центр Курминского сельского округа. Находится примерно в 23 км к востоку от города Абай, административного центра района, на высоте 536 метров над уровнем моря. Код КАТО — 353263100.
В селе расположена одна из крупнейших птицефабрик области — «Курминская» корпорации «Караганды-Нан».

## Население
В 1999 году численность населения села составляла 944 человека (453 мужчины и 491 женщина). По данным переписи 2009 года, в селе проживало 1238 человек (622 мужчины и 616 женщин).